# Пам'ятник Олександрові Пушкіну (Москва)
Пам'ятник Олександрові Пушкіну в Москві (рос. Памятник Александру Пушкину в Москве) — пам'ятник російському поету Олександрові Сергійовичу Пушкіну на Пушкінській площі в столиці Росії місті Москві.

## Загальна інформація та опис
Пам'ятник Олександрові Пушкіну міститься на Пушкінській площі (дореволюційна назва — Страсна площа)  на місці знищеного більшовиками Страсного монастиря, куди його було перенесено 1950 року з початку Тверського бульвару, де він був урочисто встановлений 6 червня 1880 року.
Автор пам'ятника — відомий російський скульптор Олександр Михайлович Опєкушин.
Пам'ятник являє собою бронзову скульптуру Олександра Пушкіна на стилізованому гранітному постаменті. Скульптор зобразив поета у повний зріст у довгому сюртуці, поверх якого накинутий плащ. Голова схилена в задумі, наче він розмірковує над своїм новим твором. Праву руку за звичаєм митець заклав за борт сюртука; у лівій, що відкинута назад, — тримає капелюх.
По краях монумента встановлено чотири чавунні ліхтарі з 4 світильниками в кожному, а по периметру — 20 невеликих тумб, зав'ючених бронзовими вінками й сполучених бронзовим ланцюгом.

## Історія створення

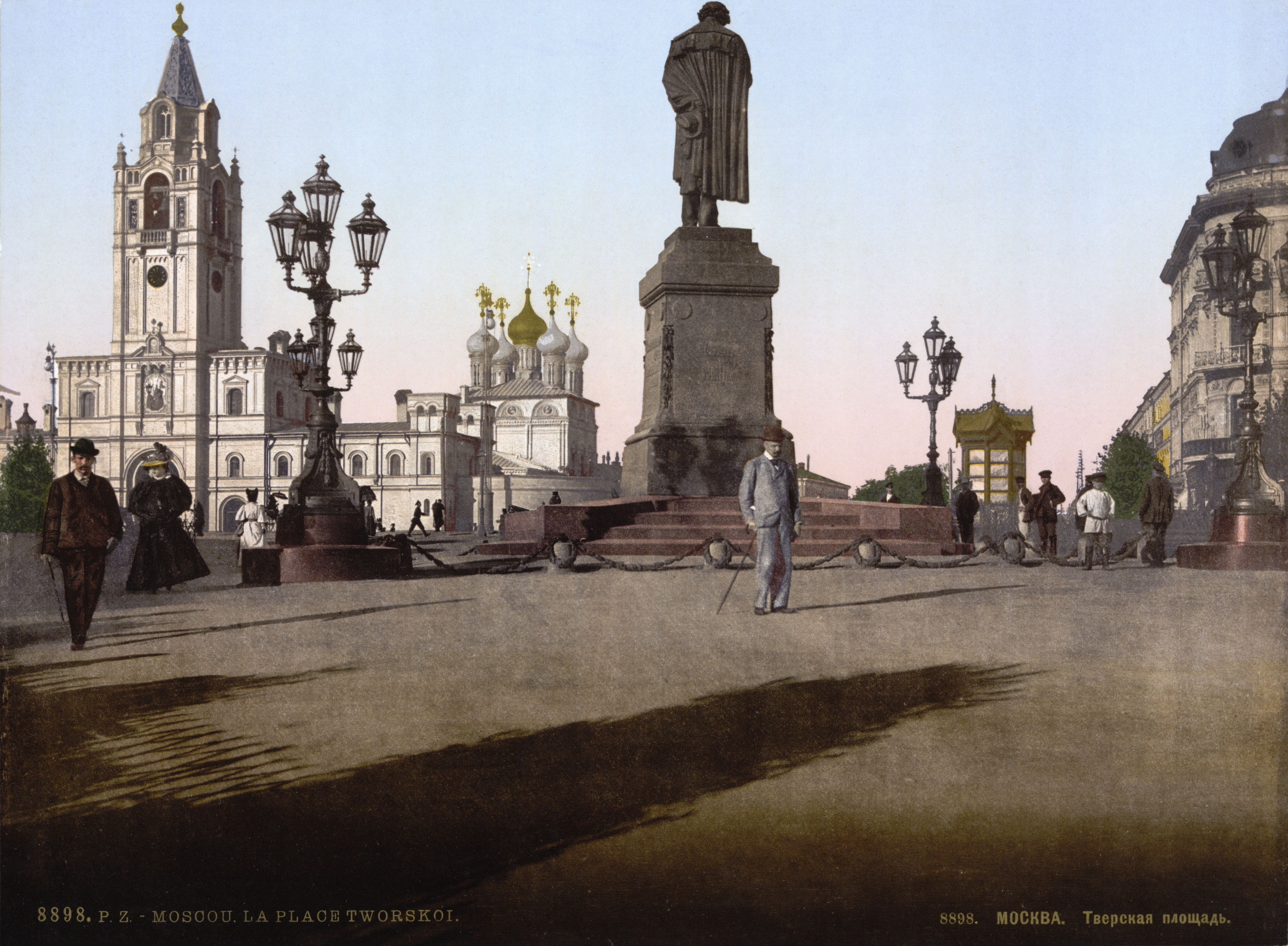
Пам'ятник Пушкіну на поштівці кін. XIX ст. Видно зруйнований у 1930-ті монастир.

У 1860 році з ініціативи випускників Царськосєльського ліцею, в якому і навчався Пушкін, було оголошено підписку зі збирання коштів для спорудження пам'ятника в Санкт-Петербурзі. Тоді було зібрано приблизно 130 тис. рублів. А в 1870 році провели нову підписку за ініціативою ліцеїста Я. К. Грота, і під 1880 рік вдалося назбирати близько 106 тис. рублів.
У 1875 році за підсумками проведення відкритого конкурсу на проєкт пам'ятника Олександрові Пушкіну в Москві першу премію дали проєкт Олександрові Опєкушину.
Наступні 5 років (1875—80) пішли на виготовлення моделі статуї, відливання її на бронзоливарному заводі в Петербурзі, виготовлення п'єдестала з темно-червоного сердобського граніту і завершальний монтаж. Для здійснення будівельно-монтажних робіт О. Опєкушин запросив долучитись архітектора Івана Семеновича Богомолова.
Навесні 1880 року всі роботи зі спорудження пам'ятника були завершені. Нарешті 6 червня 1880 року, попри похмуру погоду, на імпровізованому мітингу москвичів на Страсній площі на початку Тверського бульвару пам'ятник було урочисто відкрито.